# Chaceon macphersoni
Chaceon macphersoni är en kräftdjursart som först beskrevs av Manning och Lipke Bijdeley Holthuis 1988.  Chaceon macphersoni ingår i släktet Chaceon och familjen Geryonidae. Inga underarter finns listade i Catalogue of Life.